# بوکووکا (استان سلیزیا سفلی)
بوکووکا (به لهستانی:  Bukówka) یک روستا در لهستان است که در گمینا لوباوکا واقع شده‌است.